# Malcewskaja (przystanek kolejowy w obwodzie briańskim)
Malcewskaja (ros. Мальцевская) – przystanek kolejowy w miejscowości Briańsk, w obwodzie briańskim, w Rosji. Położony jest na linii Briańsk – Smoleńsk oraz na kolejowej obwodnicy Briańska.